# 박용수 (배우)
박용수(朴用收, 1956년 2월 15일 ~ )는 대한민국의 배우이다.

## 생애
부산에서 출생했다. 서울대학교 성악과 및 한양대학교 대학원 연극영화과를 나왔다.
1976년 뮤지컬 배우 첫 데뷔했다. 1978년 극단 연우무대에 입단하여 연극배우 데뷔하였으며, 1992년 최형인 교수가 이끄는 극단 '한양레퍼터리'에서 활동하며 연극〈고도를 기다리며〉,〈붉은 방〉,〈러브레터〉, 뮤지컬 <레미제라블> 등에서 활동하였다.

## 출연작

### 드라마
- 1987년 : MBC 드라마 《전원일기》 - 김회장의 아버지 역
- 1989년 : KBS 드라마 《두 석양》
- 1991년 : MBC 드라마 《동의보감》
- 1991년 : MBC 드라마 《여명의 눈동자》
- 1999년 : MBC 드라마 《미니 연작 - 봄》
- 1999년 : MBC 드라마 《허준》
- 2004년 : MBC 드라마 《영웅시대》
- 2004년 : KBS 드라마 《불멸의 이순신》
- 2004년 : SBS 드라마 《토지》 - 김영팔 역
- 2005년 : MBC 드라마 《제5공화국》 - 안상수 역
- 2006년 : SBS 드라마 《연개소문》- 이문진 역
- 2006년 : SBS 드라마 《천국보다 낯선》 - 유봉찬 역
- 2006년 : KBS 드라마 《특수수사일지: 1호관 사건》 - 곽석진 역
- 2007년 : KBS 단막극 《드라마시티 - GOD》 - 박영재 역
- 2007년 : KBS 단막극 《드라마시티 - 늙은 양아치의 노래》 - 처장 역
- 2008년 : KBS 드라마 《대왕 세종》 - 한영로 역
- 2008년 : SBS 드라마 《신의 저울》 - 윤태섭 역 (특별출연)
- 2008년 : SBS 드라마 《타짜》 - 최 장군 역
- 2010년 : SBS 드라마 《제중원》
- 2010년 : KBS 드라마 《추노》
- 2010년 : SBS 드라마 《자이언트》 - 중앙정보부장 박창우 역
- 2010년 : SBS 드라마 《아테나: 전쟁의 여신》 - 황호영 역
- 2011년 : KBS2 드라마 《강력반》 - 박용석 청장 역
- 2011년~2012년 : KBS2 드라마 《오작교 형제들》 - IBC 보도국 부장 역
- 2011년 : SBS 드라마 《폼나게 살거야》 - 신문석 역
- 2013년~2014년 : SBS 드라마 《별에서 온 그대》 - 의사 역
- 2014년 : TV조선 드라마 《불꽃 속으로》 - 고헤이 역
- 2015년 : KBS 드라마 《복면검사》 - 송만석 역
- 2015년 : SBS 드라마 《가면》 - 서종훈 의원 역
- 2015년 : SBS 드라마 《돌아온 황금복》 - 변호사 역
- 2018년 : tvN 드라마 《크로스》 - 한웅그룹 최 회장 역
- 2020년 : SBS 드라마 《엄마가 바람났다》 - LX 그룹 대주주 역

### 영화
- 1984년 《봄이 오면 산에 들에》
- 1994년 《이별 없는 세대》
- 1987년 《나그네는 길에서도 쉬지 않는다》
- 1989년 《달콤한 신부들》
- 1990년 《꼴찌부터 일등까지 우리반을 찾습니다》
- 1991년 《수잔 브링크의 아리랑》
- 1995년 《꼬리치는 남자》
- 1995년 《엄마에게 애인이 생겼어요!》
- 1995년 《아름다운 청년 전태일》
- 1997년 《접속》 ... 윤태호 역
- 1998년 《여고괴담》
- 1998년 《해가 서쪽에서 뜬다면》
- 1999년 《간첩 리철진》
- 1999년 《소년기》
- 2000년 《종합병원 The Movie 천일동안》
- 2001년 《베사메무쵸》
- 2002년 《H》
- 2004년 《효자동 이발사》 ... 박종만 역
- 2005년 《공공의 적 2》
- 2005년 《연애술사》
- 2006년 《한반도》
- 2007년 《화려한 휴가》
- 2007년 《스카우트》 ... 대학 야구부 간부 역 (우정출연)
- 2008년 《슈퍼맨이었던 사나이》
- 2009년 《홍길동의 후예》
- 2009년 《트라이앵글》
- 2010년 《꿈은 이루어진다》
- 2011년 《아테나: 더 무비》
- 2013년 《노리개》
- 2014년 《제보자》
- 2017년 《그래, 가족》
- 2017년 《왕을 참하라》
- 2018년 《허스토리》 ... 뇌신경 매독 의사 역

### 라디오 프로그램
- 2015년 《EBS 책 읽는 라디오 낭독 시리즈》